# 慎鏞穆
慎 鏞穆（愼 鏞穆、Shin Yong Mok、シン･ヨンモク、1974年 - ）は、韓国の詩人。慶尚南道居昌郡出身。

## 略歴
1974年生まれ。2000年に作家世界新人賞を受賞して登壇。高校の時、文芸部活動をしながら詩人を夢見る。大学では学生会長に選ばれ、大学財団の不祥事を告発したり学院の民主化のために断食闘争をするなど、実践する文学人を目指す。愼の詩は穏やかで優しい叙情性もあるが、共同体への愛情もしっかりと込められている。

## 年譜
- 1974年、韓国慶尚南道居昌に生まれる。
- 2000年、文芸誌『作家世界』新人賞を受賞し、登壇。
- 2008年、第2回『詩作文学賞』受賞。
- 2008年、第5回『陸史詩文学賞』若い詩人賞受賞。

## 代表作品
- 2004年、그 바람을 다 걸어야 한다, (문학과 지성사)
- 2007 年、바람의 백만번째 어금니, (창비)
- 2012年、아무 날의 도시, (문학과 지성사)